# Schifflange vasútállomás
Schifflange vasútállomás Luxemburgban, Schifflange településen található.

## Vasútvonalak
Az állomást az alábbi vasútvonalak érintik:
- Beetebuerg-Esch-Uelzecht-vasútvonal

## Kapcsolódó állomások
A vasútállomáshoz az alábbi állomások vannak a legközelebb:
- Esch-sur-Alzette vasútállomás (Esch-sur-Alzette vasútállomás, Beetebuerg-Esch-Uelzecht-vasútvonal)
- Noertzange vasútállomás (Bettembourg vasútállomás, Beetebuerg-Esch-Uelzecht-vasútvonal)